# Arsita
Arsita est une commune de la province de Teramo dans les Abruzzes en Italie.

## Administration
| Période                                  | Période  | Identité        | Étiquette | Qualité |
| ---------------------------------------- | -------- | --------------- | --------- | ------- |
| 14 juin 2004                             | En cours | Pierino Ridolfi |           |         |
| Les données manquantes sont à compléter. |          |                 |           |         |

### Hameaux
Cacciafumo, Collemesolo, Figliolarsita, Pantane, Valleiannina 

### Communes limitrophes
Bisenti, Castel del Monte (AQ), Castelli, Farindola (PE), Penne (PE)

### Personnalité liée à la commune
- Donatella Di Pietrantonio, écrivaine.